# Ioan Mihăilescu (aviator)
Ioan D. Mihăilescu (n. secolul al XX-lea, Craiova – d. 19.09.1942 a fost un pilot român de aviație, as al Aviației Române din cel de-al Doilea Război Mondial.
Sublocotenentul av. Ioan D. Mihăilescu a fost decorat cu Ordinul Virtutea Aeronautică de război cu spade, clasa Crucea de Aur cu 1 baretă (4 noiembrie 1941) pentru că „are 97 ieșiri pe front cu două victorii aeriene. Șef de patrulă temerar și sburător de elită. Nelipsit din orice misiune”.

## Decorații
- Ordinul „Virtutea Aeronautică” de Război cu spade, clasa Crucea de Aur cu 1 baretă (4 noiembrie 1941)[1]